# Карлос Балеба
Карлос Нум Куома Балеба (фр. Carlos Noom Quomah Baleba, нар. 3 січня 2004, Дуала) — камерунський футболіст, півзахисник англійського клубу «Брайтон енд Гоув Альбіон» і збірної Камеруну.

## Клубна кар'єра
Почав займатися футболом в клубі «Футур Соккер», а пізніше в 13 років приєднався до Камерунської футбольної академії.

### «Лілль»
В січні 2022 року перейшов до французького клубу «Лілль». Провівши 13 поєдинків за другу команду «Лілля», а 9 жовтня 2022 року дебютував за основну команду, вийшовши на заміну Андре Гомешу в матчі Ліги 1 проти «Ланса». 11 січня 2023 року вперше вийшов у стартовому складі «Лілля» на матч Ліги 1 проти «Бреста». Всього в сезоні 2022–23 провів 19 матчів за клуб. Наступний сезон 2023–24 розпочав у «Ліллі», зігравши у двох стартових зустрічах чемпіонату Франції.

### «Брайтон енд Гоув Альбіон»
29 серпня 2023 року перейшов до клубу англійської Прем'єр-ліги «Брайтон енд Гоув Альбіон», підписавши п'ятирічний контракт. Сума трансфера становила 20 млн фунтів. 24 вересня 2023 року дебютував в основному складі «Брайтон енд Гоув Альбіон», вийшовши на заміну Махмуду Дауду в матчі Прем'єр-ліги проти «Борнмута». 27 вересня вперше вийшов у стартовому складі «Брайтона» на матч Кубка ліги проти «Челсі». 26 листопада 2023 року дебютував в Лізі Європи УЄФА, вийшовши на заміну Біллі Гілмору в матчі проти нідерландського «Аякса».
18 вересня 2024 року в матчі Кубка ліги проти «Вулвергемптон Вондерерз» забив свій перший гол за «Брайтон». 28 вересня того ж року в поєдинку проти «Челсі» вперше відзначився м'ячем у Прем'єр-лізі. 26 квітня 2025 року в матчі проти «Вест Гем Юнайтед» відзначився м'ячем, який був визнаний найкращим голом місяця в Прем'єр-лізі за квітень 2025 року, ставши також першим камерунцем, що здобув цю нагороду. Також цей м'я був номінований на гол сезону в Прем'єр-лізі.

## Кар'єра в збірній
У травні 2024 року вперше викликаний до збірної Камеруну головним тренером Рігобером Сонгом для участі в матчах відбіркового турніру до чемпіонату світу 2026 року проти збірних Кабо-Верде і Анголи. 8 червня дебютував за збірну Камеруну, вийшовши в стартовому складі в поєдинку зі збірною Кабо-Верде.

## Особисте життя
Його батько у минулому професіональний футболіст, виступав в Південній Африці та Камеруні. Виріс у районі Аква і має походження народу басса.

## Статистика виступів

### Клубна статистика
Станом на 16 серпня 2025 
| Клуб                     | Сезон             | Чемпіонат         | Чемпіонат | Чемпіонат | Кубок | Кубок | Кубок ліги | Кубок ліги | Єврокубки | Єврокубки | Всього | Всього |
| Клуб                     | Сезон             | Дивізіон          | Матчі     | Голи      | Матчі | Голи  | Матчі      | Голи       | Матчі     | Голи      | Матчі  | Голи   |
| ------------------------ | ----------------- | ----------------- | --------- | --------- | ----- | ----- | ---------- | ---------- | --------- | --------- | ------ | ------ |
| Лілль                    | 2022–23           | Ліга 1            | 19        | 0         | 2     | 0     | 0          | 0          | —         | —         | 21     | 0      |
| Лілль                    | 2023–24           | Ліга 1            | 2         | 0         | 0     | 0     | 0          | 0          | 0         | 0         | 2      | 0      |
| Лілль                    | Всього            | Всього            | 21        | 0         | 2     | 0     | 0          | 0          | 0         | 0         | 23     | 0      |
| Брайтон енд Гоув Альбіон | 2023–24           | Прем'єр-ліга      | 27        | 0         | 3     | 0     | 1          | 0          | 6         | 0         | 38     | 0      |
| Брайтон енд Гоув Альбіон | 2024–25           | Прем'єр-ліга      | 33        | 3         | 4     | 0     | 2          | 1          | 0         | 0         | 39     | 4      |
| Брайтон енд Гоув Альбіон | 2025–26           | Прем'єр-ліга      | 1         | 0         | 0     | 0     | 0          | 0          | 0         | 0         | 1      | 0      |
| Брайтон енд Гоув Альбіон | Всього            | Всього            | 62        | 3         | 7     | 0     | 3          | 1          | 6         | 0         | 79     | 4      |
| Всього за кар'єру        | Всього за кар'єру | Всього за кар'єру | 83        | 3         | 9     | 0     | 3          | 1          | 6         | 0         | 101    | 4      |

1. ↑  Матчі в Лізі Європи УЄФА

### Міжнародна статистика
Станом на 25 березня 2025 
| Збірна            | Сезон             | Товариські | Товариські | Офіційні | Офіційні | Всього | Всього |
| Збірна            | Сезон             | Матчі      | Голи       | Матчі    | Голи     | Матчі  | Голи   |
| ----------------- | ----------------- | ---------- | ---------- | -------- | -------- | ------ | ------ |
| Камерун           |                   |            |            |          |          |        |        |
| 2024              | 0                 | 0          | 5          | 0        | 5        | 0      |        |
| 2025              | 0                 | 0          | 2          | 0        | 2        | 0      |        |
| Всього за кар'єру | Всього за кар'єру | 0          | 0          | 7        | 0        | 7      | 0      |

### Матчі за збірну
Станом на 25 березня 2025 
| Матчі Карлоса Балеби за збірну Камеруну | Матчі Карлоса Балеби за збірну Камеруну | Матчі Карлоса Балеби за збірну Камеруну | Матчі Карлоса Балеби за збірну Камеруну | Матчі Карлоса Балеби за збірну Камеруну | Матчі Карлоса Балеби за збірну Камеруну | Матчі Карлоса Балеби за збірну Камеруну | Матчі Карлоса Балеби за збірну Камеруну |
| №                                       | Дата                                    | Суперник                                | Рахунок                                 | Голи                                    | Картки                                  | Хвилини                                 | Змагання                                |
| --------------------------------------- | --------------------------------------- | --------------------------------------- | --------------------------------------- | --------------------------------------- | --------------------------------------- | --------------------------------------- | --------------------------------------- |
| 1                                       | 8 червня 2024                           | Кабо-Верде                              | 4–1                                     |                                         | 79'                                     | 80'                                     | Відбіркові матчі ЧС-2026                |
| 2                                       | 11 червня 2024                          | Ангола                                  | 1–1                                     |                                         |                                         | 90'                                     | Відбіркові матчі ЧС-2026                |
| 3                                       | 7 вересня 2024                          | Намібія                                 | 1–0                                     |                                         |                                         | 90'                                     | Відбіркові матчі КАН-2025               |
| 4                                       | 10 вересня 2024                         | Зімбабве                                | 0–0                                     |                                         |                                         | 90'                                     | Відбіркові матчі КАН-2025               |
| 5                                       | 11 жовтня 2024                          | Кенія                                   | 4–1                                     |                                         |                                         | 65'                                     | Відбіркові матчі КАН-2025               |
| 6                                       | 19 березня 2025                         | Есватіні                                | 0–0                                     |                                         |                                         | 90'                                     | Відбіркові матчі ЧС-2026                |
| 7                                       | 25 березня 2025                         | Лівія                                   | 3–1                                     |                                         | 66'                                     | 90'                                     | Відбіркові матчі ЧС-2026                |

Всього: 7 матчів / 0 голів; 4 перемоги, 3 нічиї, 0 поразок.

## Досягнення
Особисті
- Гол місяця англійської Прем'єр-ліги: квітень 2025[19]